# Ochicanthon crypticus
Ochicanthon crypticus là một loài bọ cánh cứng trong họ Bọ hung (Scarabaeidae).